# SV Babelsberg 03
SV Babelsberg 03 – niemiecki klub piłkarski z siedzibą w Poczdamie. Założony w roku 1948 pod nazwą SG Karl-Marx Babelsberg, jako kontynuator tradycji klubu SpVgg Potsdam 03. Największym sukcesem w historii klubu był występ w 2. Bundeslidze w sezonie 2001/2002.
Trenerami zespołu byli m.in. Sepp Herberger (1928, grający), Karsten Heine (1997-1999), Horst Franz (2002).